# Fosfatanalyse
Fosfatanalyse eller fosfatkartering er en arkæologisk metode, der bruges til at lokalisere fortidige bebyggelser. Metoden bygger på, at der ved bebyggelser vil ophobes mere fosfat i jorden fra mennesker og dyr end i de omkringliggende områder. Da fosfatet samtidig kun langsomt forsvinder fra jorden, når bebyggelsen ophører, vil en forhøjet fosfatværdi i et ubebygget område indikere, at der har ligget en bebyggelse i fortiden. Oftest i jernalder eller middelalder.
I Danmark ligger fosforsyretallet (Ft) normalt på 3-8, afhængig af, hvor i landet man befinder sig. På Sorte Muld på Bornholm, hvor der har været en langvarig bosættelse i jernalderen, ligger Ft-værdien nogle steder så højt som 200, mens der ved jernalderbopladser ved Gudme på Fyn er målt Ft-værdier på 15-35.
Metoden blev opdaget i Sverige i slutningen af 1920'erne, hvor Olof Arrhenius i Skåne arbejdede med jordbundsanalyse med henblik på at afgøre agerjordens behov for tilførsel af næringsstoffer. Ved dette arbejde opdagede han isolerede områder med højt fosfatindhold, der ikke umiddelbart kunne forklares. Nærmere undersøgelser viste, at det var områder med tidligere beboelser, og fosfatanalysen som arkæologisk redskab var skabt.
I Danmark blev metoden taget i brug i 1930 af Gudmund Hatt, der fik Danmarks Geologiske Undersøgelse (DGU) til at analysere prøver fra undersøgelser af Byrsted Hede. I årene herefter forsatte DGU lignende undersøgelser, og lederen af det kemiske laboratorium, Werner Christensen, fremlagde i det følgende år interessante resultater. Metoden vandt dog ikke den store udbredelse før en del år senere, da der opstod behov for at kunne vurdere chancen/risikoen for kulturlevn i et givet område.

## Ekstern henvisning
- Fosfatanalyse Arkiveret 12. marts 2007 hos  Wayback Machine – eksempel på brug af fosfatanalyse